# بارریزی هوایی

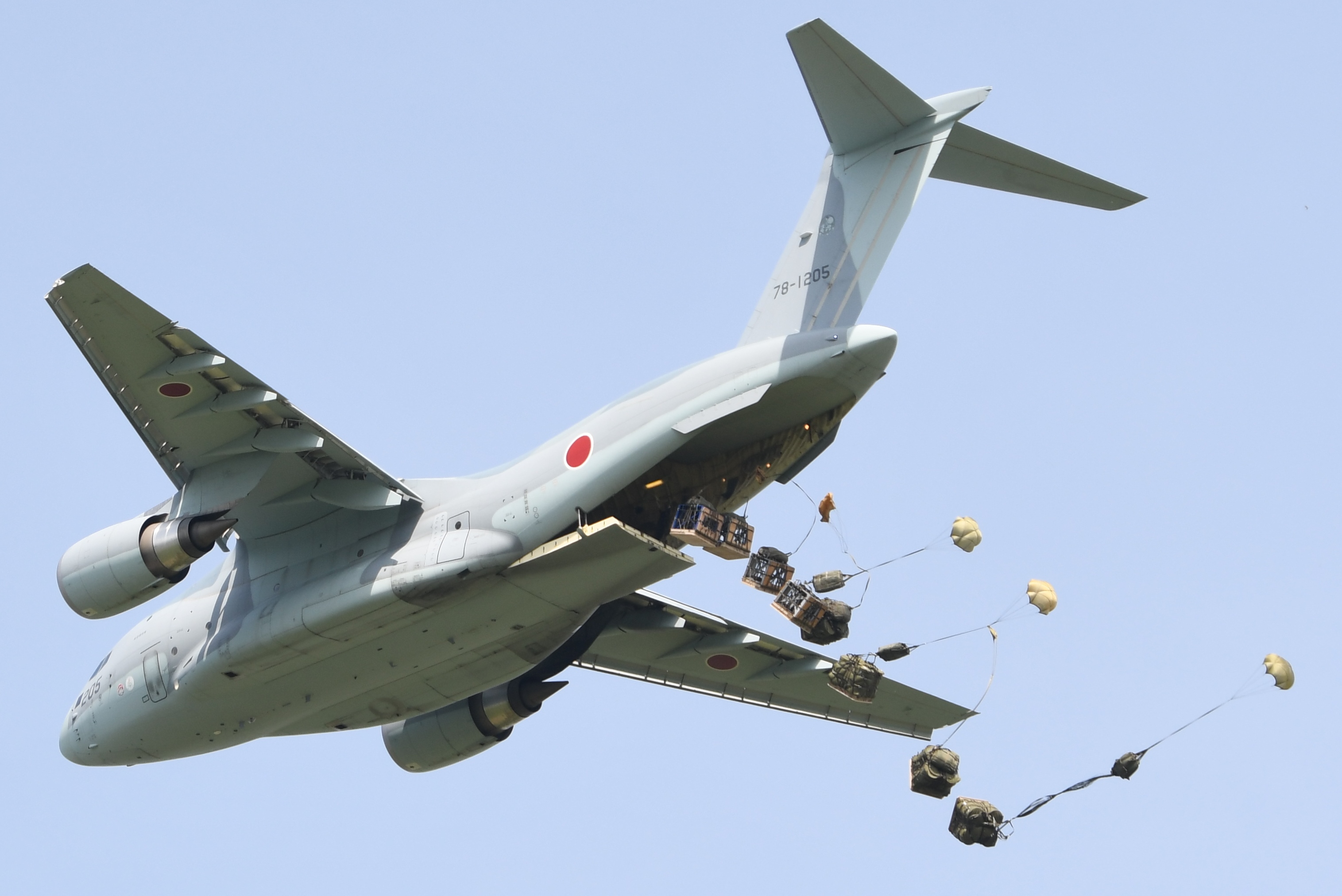
یک هواپیمای ترابری نظامی کاوازاکی C-2 در حال اجرای نمایش هوایی بر فراز پایگاه هوایی میهو در سال ۲۰۱۸

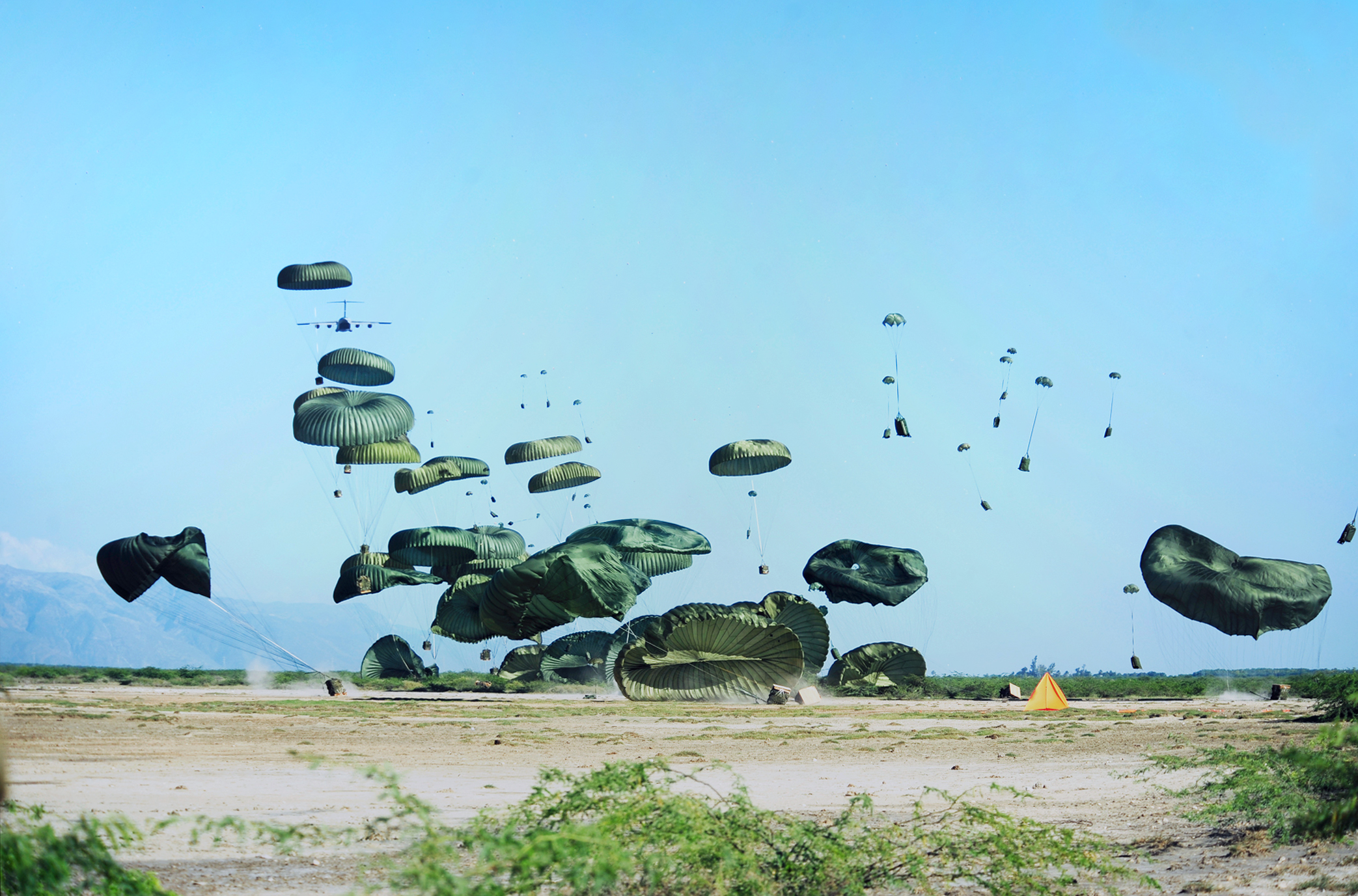
C-17 Globemaster III کمک‌های بشردوستانه را پس از زلزله ۲۰۱۰ هائیتی پرتاب می‌کند.

بارریزی هوایی (به انگلیسی: Airdrop) گونه‌ای از ترابری هوایی است که در آن چیزهایی مانند سلاح، تجهیزات، کمک‌های بشردوستانه یا اعلامیه از هواپیماهای نظامی یا غیرنظامی بدون فرود از هوا به زمین فرستاده می‌شود. بارریزی هوایی در جنگ جهانی دوم برای تامین نیرو در مناطق غیرقابل دسترس به کار گرفته می‌شد که معمولا خود نیروهای هوابرد بودند. این واژه همچنین می‌تواند به خود حمله هوایی نیز اشاره کند.

## روش‌ها
روش بارریزی هوایی به شیوهٔ خروج بار از هواپیما اشاره دارد. در حال حاضر سه روش اصلی پرتاب هوایی در عملیات نظامی مورد استفاده قرار می گیرد:
- بارریزی هوایی استخراج خودکار (به انگلیسی: Auto Extraction) که در آن یک چتر نجات برای بیرون فرستادن بار از انتهای هواپیما به کار گرفته می‌شود. بستهٔ هوایی مجهز به چتر نجات در انتهای هواپیما قرار گرفته شده و پیش از آن که چترهای باری باز شوند و سرعت خروج بسته را کاهش دهند به بیرون پرتاب می‌شوند. بارریزی‌های هوایی به این شیوه معمولا شتاب پایین دارند؛ به استثناء مواردی مانند LAPES.
- بارریزی‌های هوایی  استخراج دستی (به انگلیسی: Manual Extraction) که در آن بار یک تا چهار خدمهٔ  آموزش دیده بسته را از هواپیما به بیرون پرتاب می‌کنند.
- بارریزی هوایی گرانشی در این روش، حالت سرپایین هواپیما در زمان بارریزی، باعث می‌شود بارها مانند سورتمه از روی تپه از هواپیما خارج شوند. متداول ترین کاربرد ایردراپ گرانشی، بسته سیستم تحویل کانتینر (CDS) است.
- بار‌ریزی بسته در که ساده‌ترین روش بارریزی است و مامور بارگیری به سادگی بار را در زمان مناسب بیرون می‌راند.

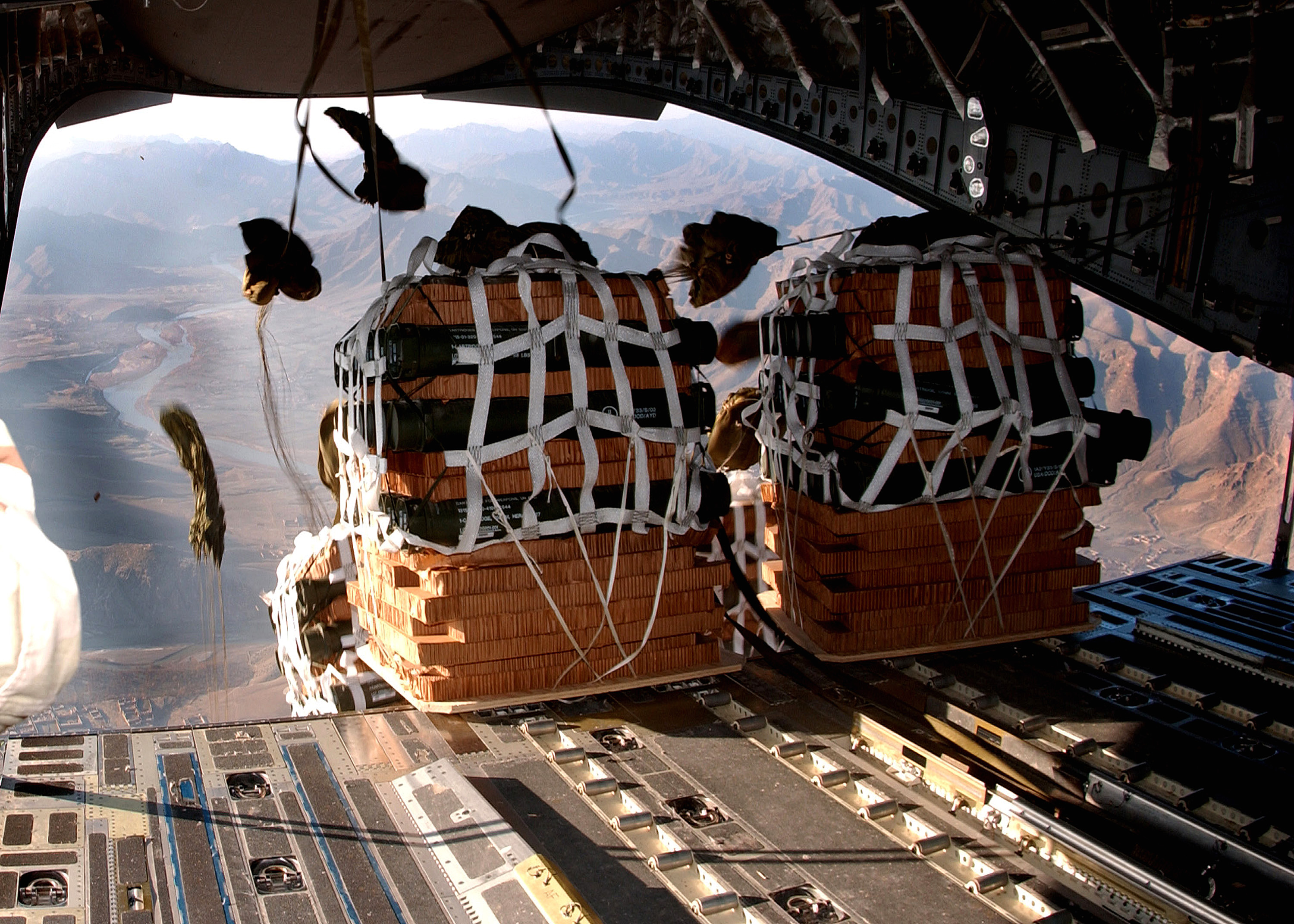
بارریزی هوایی گرانشی از یک هواپیمای بوئینگ سی-۱۷ گلوبمستر ۳
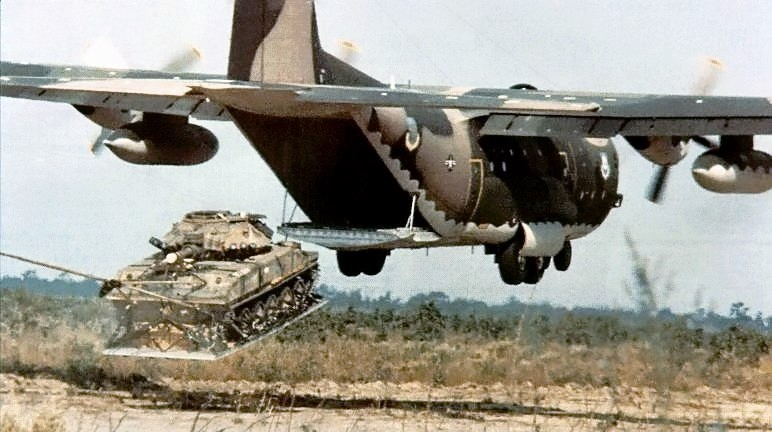
بارریزی هوایی یک تانک سبک
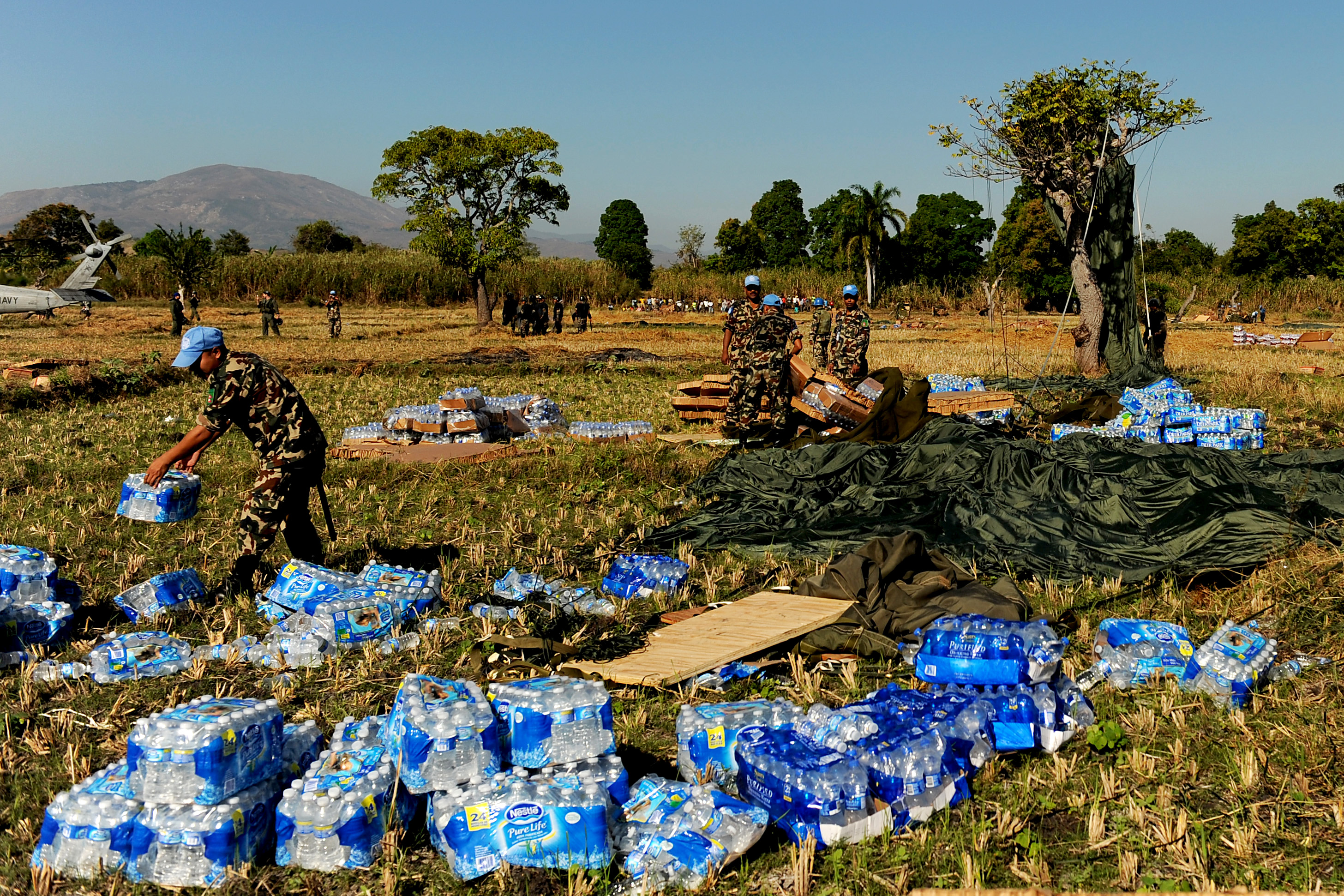
در حال گردآوری کالاهایی که در هائیتی در سال ۲۰۱۰ بارریزی هوایی شدند
- ویدئویی از بارریزی هوایی هاموی و پیاده‌نظام چترباز از داخل بوئینگ سی-۱۷ گلوبمستر ۳
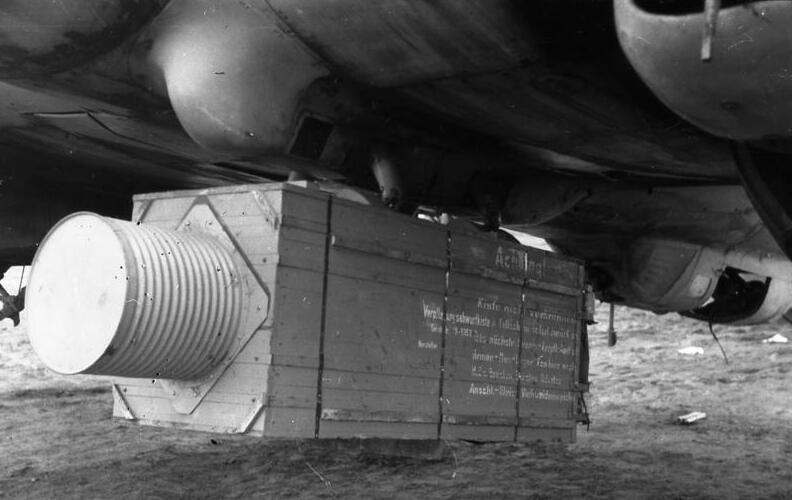
جعبه تامین مواد غذایی نصب‌شده زیر یک بمب افکن آلمانی هاینکل هائی ۱۱۱ در ۱۹۴۴

## همچنین ببینید
- راهرو حمل و نقل هوایی (آمایش)
- پست هوایی
- مأمور بارگیری
- پیاده‌نظام چترباز

## پیوندهای بیرونی
- 47 Air Despatch Sqn RLC تنها یگان باقیمانده ارتش بریتانیا متخصص در ایردراپ.
- رها کردن تدارکات و تجهیزات: بارهای نصب برای ستاد عملیات ویژه ، وزارت ارتش، تفنگداران دریایی ایالات متحده، وزارت نیروی دریایی، وزارت نیروی هوایی.